# Prim-ministrul Zambiei
Prim-ministrul Zambiei a fost șeful guvernului Zambiei. Din 1973 până în 1975, Mainza Chona a fost prima persoană care a deținut funcția după obținerea independenței Zambieie față de Regatul Unit (Kenneth Kaunda a fost singurul prim-ministru al Rhodesiei de Nord în 1964, înainte ca aceasta să devină independentă ca Zambia). 
Funcția de premier al Zambiei a fost desființată în 1991, în ultimele luni ale mandatului prezidențial al lui Kaunda. De atunci, președintele Zambiei este atât șeful statului, cât și șeful guvernului. 

## Prim-miniștri ai Zambiei (1964–1991)
Partide politice
Partidul Independenței Naționale Unite (PINU)
| Nr.                                                  | Imagine                            | Nume (Născut–Decedat)              | Începutul mandatului               | Sfârșitul mandatului               | Partid politic                     |
| Prim-ministru al Rhodesiei de Nord                   | Prim-ministru al Rhodesiei de Nord | Prim-ministru al Rhodesiei de Nord | Prim-ministru al Rhodesiei de Nord | Prim-ministru al Rhodesiei de Nord | Prim-ministru al Rhodesiei de Nord |
| ---------------------------------------------------- | ---------------------------------- | ---------------------------------- | ---------------------------------- | ---------------------------------- | ---------------------------------- |
| 1                                                    |                                    | Kenneth Kaunda (1924–)             | 22 ianuarie 1964                   | 24 octombrie 1964                  | PINU                               |
| Prim-miniștri ai Republicii Zambia                   |                                    |                                    |                                    |                                    |                                    |
| Post desființat (24 octombrie 1964 - 25 august 1973) |                                    |                                    |                                    |                                    |                                    |
| 1                                                    |                                    | Mainza Chona (1930–2001)           | 25 august 1973                     | 27 mai 1975                        | PINU                               |
| 2                                                    |                                    | Ilie Mudenda (1927–2008)           | 27 mai 1975                        | 20 iulie 1977                      | PINU                               |
| (1)                                                  |                                    | Mainza Chona (1930–2001)           | 20 iulie 1977                      | 15 iunie 1978                      | PINU                               |
| 3                                                    |                                    | Daniel Lisulo (1930–2000)          | 15 iunie 1978                      | 18 februarie 1981                  | PINU                               |
| 4                                                    |                                    | Nalumino Mundia (1927–1988)        | 18 februarie 1981                  | 24 aprilie 1985                    | PINU                               |
| 5                                                    |                                    | Kebby Musokotwane (1946–1996)      | 24 aprilie 1985                    | 15 martie 1989                     | PINU                               |
| 6                                                    |                                    | Malimba Masheke (1941–)            | 15 martie 1989                     | 31 august 1991                     | PINU                               |
| Post desființat (31 august 1991 - prezent)           |                                    |                                    |                                    |                                    |                                    |